# ヒビキノBB
『ヒビキノBB』（ヒビキノビービー）は、ミキマキによる日本の漫画作品。『月刊ウイングス』（新書館）において連載されていたが、『ビートロック☆ラブ』の漫画版執筆に伴い連載中断、結局再開することなく『月刊ウイングス』での連載は終了した。現在は、作者本人（まき☆すた、ミキモト名義）のオリジナル4コマ漫画サイトで連載を継続をしている。
2010年8月25日付けのブログで、『ヒビキノBB』が単行本化になることを発表。同年9月16日に秋田書店から『ヒビキノBB 〜男子校吹奏楽部ライフ〜』という書名で発刊された。

## 概要
響野学園吹奏楽部トランペット2ndの宍戸玲は、彼女をつくるために部活を辞め、青春を謳歌する決意をした。そのためには代わりになるトランペット奏者が必要となったが、神の肺活量を持つ御空宙と出会う。トランペット初体験の宙が自分よりも綺麗な音を出すため、負けず嫌いに火が付いた玲は改めて吹奏楽部に青春を捧げる決意をすることとなった。

## 舞台
私立響野学園
中高一貫の男子校で、制服がオシャレ。周囲が男子ばかりということもあり、彼女欲しさに烏合の衆を集結したり、「突き抜けた私服」や「服を買いに行く時に着ていく服がない」という現象にしばしば遭遇することがある。

## 登場人物

### トランペット
俗称：お笑いパート
宍戸玲（ししど れい） - トランペット2nd
高校2年生で、物語の主人公。常に男を上げたいと思っており、トランペット以外にもギターに手を出す絶賛高二病患者。肺活量が大きく良い音色を奏でる宙のことをライバル視している一方でシンパシーも感じている。トランペットの演奏技術は高いが、肺活量が弱いため音が若干小さい。作中ではツッコミ役に徹しており、主に宙や融流のボケへ即時にツッコミを入れている。
御空宙（みそら そら） - トランペット3rd
高校2年生。女子の話題になると途端にストレートな欲望をさらけ出す中二病患者。常に大人のオモチャらしき「サユリ」を所持しており、それ以外には「外人」と「女子高生」を所持している。彼女のいない玲に「サユリ」を「初回1時間800円」で貸しだそうとするのが出会い（玲曰く「最悪な出会い」）で、一瞬のうちに「女子高生」を作った肺活量を玲が（自分の代わりになると）見込んで、「彼女ができる」と嘘をつき入部させた。私服が「突き抜けて」おり、玲が一緒に歩くことを躊躇うほどにセンスが悪い。
狩野融流（かの とおる） - トランペット1st（パートリーダー&部長）
高校3年生で、自他共に認める熟女マニア（平均年齢53.4歳が対象）。熟女を愛することと同じように、楽器も古ければ古いほど音色の美しさを際立たせる。演奏技術の高さを買われて部長へ就任しているものの、常に「彼女」たちと遊んでいるため、部長でありながら部活に出ていないことが多い。そのために内外問わず敵視する（特にトロンボーンの慧が敵視している。詳細は後述）者もいるが、懐の大きさで難なく回避している。

### クラリネット
俗称：インテリ（メガネ属性）パート
四季賢悟（しき けんご） - クラリネット1st（パートリーダー&副部長）
高校3年生。部長の仕事を全くしない融流の代わりに兼任部長・パートリーダー・コンサートマスターを勤める苦労人。成績はいつも学年・クラスとともに首席を誇る。テンパるといろいろな意味で壊れてしまうことがある（真央のクラリネットが真二郎に解体されたことを知ったとき、思わず「クラリネットをこわしちゃった」を叫んだ）。
氷口真二郎（ひぐち しんじろう） - クラリネット2nd
高校3年生。物事をなんでも理論ずくめで考える癖があり、素直になれないツンデレ属性を兼ね備える。人として大切なことを賢悟や真央から教わることが多い。ジョークやお笑いについて勉強しているが実を結ばない(が、居残りでやらされた創作ダンスや肺活量の特訓中の溺れた顔が面白いなど、意図せずして笑いに結びつくことがある)。
支倉真央（はせくら まお） - クラリネット3rd
高校3年生。常に冷静沈着であるが、ハメを外すとかなりフランクになる。爬虫類（特にヘビ）が好きで、自称「彼女」と呼んでいる「星羅（せら）」・「翔澄（かすみ）」・「綺麗（きらら）」を飼っているが、手元のクラリネットで自由自在に操ることもできる。また、茉莉花(ジャスミン)というすでに死んだ蛇の抜け殻を携帯しており、一周忌の際には氷口や小沼などを巻き込んだ大騒動を引き起こしたことがある。

### ホルン
俗称：地味パート
吉川宏伸（よしかわ ひろのぶ） - ホルン1st（パートリーダー）
高校3年生で、通称「よっP」。常に目立たない、忘れ去られる可哀想な人。後輩の哲に「服を買いに行く時に着ていく服がない」ことを指摘された。パーカッションのサタン田中（通常時の裕貴）とは清掃委員をきっかけとして仲を深めているが、その反面自分が嫌になっていることもある。パート外の後輩にあまり名前を覚えてもらえない。
楢迫哲（ならさこ てつ） - ホルン2nd
高校2年生。玲とはそこそこ仲が良い。元陸上部で俊足。
武田昌志（たけだ まさし） - ホルン3rd
高校1年生。体育祭の時にはライン引きの仕事をしていた。

### パーカッション
俗称：ビジュアル系パーカションバンドパート
サタン田中（サタンたなか） - パートリーダー
高校3年生で、清掃委員。本名・田中裕貴（たなか ゆうき）。部活時にはビジュアル系さながらの格好をしているが、その実態は平凡な男子高校生である。ラジオ職人だったイケてない中学時代を過ごしてきたが、そのときに聴いていたビジュアルバンドの曲に目覚め、高校デビューをしようと軽音楽部へ入部を試みるも頓挫。その際に同じビジュアル系の格好をしたミカエル佐藤とデーモン小林に出会い、世界を抑圧するパーカションバンドを結成した。ホルンパートの宏伸にシンパシーを感じ、仲も良い。
デーモン小林（デーモンこばやし）。
高校3年生。本名・小林翔真（こばやし しょうま）。バンド内ではメインボーカルを担当している。普段はセミロングの長髪。イケてない中学時代に別れを告げるべく、パーカッションバンドを結成。パーカッションで世界の抑圧（!?）を目指している。
ミカエル佐藤（ミカエルさとう）
高校3年生。本名・佐藤要（さとう かなめ）。普段はどこからどう見ても平凡な高校生。デーモン小林に誘われ、高校デビューを果たす。穏やかな性格で口数が少ない。ピンク髪と独特のメイクが特徴。

### フルート
北千住優成(きたせんじゅ ゆうせい)　- フルート1st（パートリーダー）
高校3年生。極度の潔癖症で、その徹底ぶりは梅雨時には部活を休むほど。また、私服でも度々中近東のアバヤのような全身を覆う衣服を着用することがある。見た目は美しく、中身も汚れ知らずの天然である。
有栖千聖（ありす ちさと） - フルート2nd
高校1年生。ウィーンに音楽留学しており、瀬場に呼ばれて帰国した。瀬場は従兄であり、女装を強要されたり日本に関するウソの知識を吹き込まれたりといいように扱われている。現在は瀬場の家に居候中で、瀬場家に揃ってからかわれている。興奮するとドイツ語が出てしまう癖がある。瀬場のことを「セヴァ」と呼ぶ。なお、制服はほかの登場人物と比べズボン丈が短く、ハーフパンツ程度の長さである。
瀬場卓（せば すぐる）　- フルート,ピッコロ
高校2年生。『可愛いは正義』を信条としており、器用な手先を利用して様々な衣装を作っては有栖に着せようと画策する。有栖は従弟であり、彼のことは「アリス」と呼んでいる。基本的に常に笑みを浮かべているが、企みがうまくいったときなどは開眼する。何かを誤魔化すときにピッコロを吹く癖がある。「可愛いもの」には無差別に意識が向くらしく、小沼などにもベクトルを向けたことがある。

### トロンボーン
俗称：イケメンパート
由利慧（ゆり さとし） - トロンボーン1st（パートリーダー）
高校3年生。全キャラクター内で一番背が高く、腕が長い。ファッション雑誌『メンズボンボ（通称「メンボン」）』のモデルでもある。パートお揃いのカーディガンを着ている。端正な顔立ちを持ちながら、性格はどこか歪んでおり、気に食わないことがあれば手に持ったトロンボーンで攻撃することがある（主に並々ならぬ恨みを持った融流に対するものや、融流がらみの話題に攻撃することが多い）。片親しかおらず、母親に女手一つで育てられた。父親違いの妹「瞳子」がいる。一人でいるときは一人でしりとりをしていることがある。
綾乃倖近（あやの ゆきちか） - トロンボーン2nd
高校2年生。「G」を象ったアクセサリー、メッシュの入った髪、左耳にあるピアスが特徴。パートお揃いのカーディガンを着ている。トロンボーンをヌルヌルシコシコさせることに生き甲斐を感じており、常にグリスとスライドクリームは半ダース携帯している「ヌルリスト」。男子校の中ではよく空気を読み、社交辞令もパーフェクトにこなすが、女子相手になると、イケメンでありながら口を開けば常にセクハラめいた発言をするため、女の子によくフラれる。玲とは仲が良い。一人暮らしであり、バイクの免許を持っている。由利を尊敬している。
遠藤汰尊（えんどう たいそん） - トロンボーン3rd
高校1年生で、通称「汰尊」。金髪にピアスが特徴で、パートお揃いのカーディガンを着ているが、袖が余っている。一言多い発言をすることがあり、その度に慧から攻撃されることがある。トロンボーンパートへ加入したきっかけは、慧が急募として掲示していたポスターに自らが『メンボン』のモデルであることをアピールしていたこと、条件として「顔に自信のあるもの」へ釣られてきたことから（この急募ポスターの内容を聞いた綾乃が「小畑健アシスタント募集並みのハードルの高さ」と称した）。背が低く、腕が短いためトロンボーンのスライドが7ポジまで届かず、並々ならぬ努力で腕を長くする特訓（電車のつり革にぶら下がるなど）に励んだが、いまだに届いていない。綾乃と由利を尊敬している。

### サックス
俗称：ヤンキーパート
菅井智治（すがい ともはる） - サックス（パートリーダー）
高校3年生。かなりのヘビースモーカー。しかし普段は「道徳も成績も優秀で焼きいも大好きな菅井くん」を演じている。そのことは賢悟まで騙している(煙の臭いを『焼き芋パーティー』と誤魔化しており、八乙女には『それで騙される四季も四季』と指摘された)ため、本当の一面は同じパートの2人しか知らない。リードケースにタバコを入れたりオイルのボトルにテキーラを入れたりして部活に持ち込んでいる。関西弁。
矢乙女丈太郎（やおとめ じょうたろう） - テナーサックス、バリトンサックス
高校3年生。元ヤンキー。ただ今禁煙中だが、同じパートの人たちが部活中喫煙しているため、よくそのことでイライラする。元ヤンキーから更生したつもりではあるが、パート練習中にヤンキー座りをしたり、リードをタバコの箱に入れたりするなど、抜けきっていない。パート内一の苦労人。
三村朝陽（みむら あさひ） - アルトサックス、テナーサックス
高校6年生（学年は3年生）。成人。自由奔放な性格で、空気を読まない。真剣にすれば、サックスは「めっちゃ巧い」。高校1年生を4回やったために6年生となっており、ここ2年はきちんと進級している。

### ユーフォニウム&チューバ&コントラバス(ETC)
小沼祐介（こぬま ゆうすけ） - チューバ（パートリーダー）
高校3年生。背が低いため、重くて運ぶのも大変なチューバを嫌っているが、部活動自体には真面目に取り組んでいる。いちいちコンプレックスを刺激してくる後輩・ハジメの好意は、若干ウザいと思っている。身長に関する話題には敏感である。コンタクトレンズを付けている。
轟ハジメ（とどろき はじめ） - ユーフォニウム
高校2年生。体育会系さわやか野郎。低音域を愛し、なかでもチューバを崇拝。ただし、弦楽器は管轄外らしい。チューバ（約10kg）を奏者の小沼ごと片手で持ち上げる等、体力を持て余している。特技は剣道で、同じく剣道をやっている妹がいる。絵が下手だが、チューバの絵はなぜかうまい。小沼卒業後はチューバがいなくなったため、一時期闇堕ちしていた。
石橋広毅（いしばし ひろき） - コントラバス
高校3年生。低身長(小沼よりも低い)でありながら、180cm強のコントラバスを任された不思議系。通称「弦バス」。唯一の弦楽器で、吹奏楽において疎外されがちだが、本人は特に気にしている様子はない。場所を問わずよく眠り、合奏中はコントラバスの陰で居眠りをしていることが多い。もともとエレキベース奏者を探していた小沼に声をかけたことがきっかけで助っ人として参加し、後に四季により寝ぼけているうちに強引に入部届を書かされた。前髪が長く素顔が見えない。

### ダブルリード
香田直弥（こうだ なおや） - ファゴット
高校3年生。ファゴットの鍛え上げた運指で、闇の賭博（戦利品は食券）にて、イカサマ等の悪事を重ねる。横柄な態度とは裏腹に、人として器の狭いショボいヤツ。同じく木管低音の真央とは、小学校からの幼馴染み。千丸に絡んだり無茶ぶりをしたりするが軽くいなされている。
千丸明良（ちまる あきら） - オーボエ
高校2年生。気だるげな雰囲気を醸しているが、リード作りなどの細かい作業には没頭する職人気質。キモいフィギュアを自作しているとの噂もあり、事実アニメフィギュアを自作しているほか、絵もうまい。持ち歩いているシザーケースには、製作のための不思議な道具がいっぱい入っている。オタクであり、幅広く手を出している（本命は2.5次元とのこと）。綾乃と仲がいい。

## 創作にまつわるエピソード
- タイトル「ヒビキノBB」は、「響野学園ブラスバンド」の”響野”をカタカナ表記、BBは”ブラスバンド”を略したものから名付けられた[3]v
- 各楽器3人ずつの9パートが登場する予定であるため、「うまくいけばネギマよろしくの27人もの男子が出てくる予定」とコメントしている[4]。しかしながら、ダブルリードは2人しか登場しなかったため、最終回までに登場したキャラクターは26人であった。

## 書誌情報
ミキマキ 『ヒビキノBB 〜男子校吹奏楽部ライフ〜』 秋田書店、既刊2巻（2012年9月現在）
- 第1巻 2010年9月16日初版発行（同日発売）、ISBN 978-4253105293
- 第2巻 2012年10月16日初版発行（同日発売）、ISBN 978-4253105262